# Imperio bizantino bajo la dinastía de los Ducas

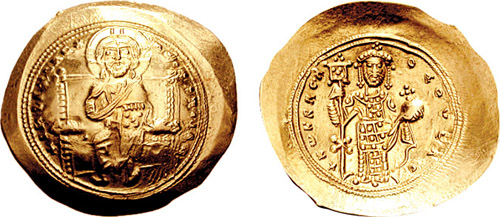
histamenon de Constantino X Ducas (r. 1059–1067).

El Imperio bizantino fue gobernado por emperadores de la dinastía de los Ducas entre 1059 y 1081. Hay seis emperadores y coemperadores de este período: el fundador de la dinastía, el emperador Constantino X Ducas (r. 1059-1067), su hermano Juan Ducas (césar), katepano y más tarde César, Romano IV Diógenes (r. 1068-1071), el hijo de Constantino, Miguel VII Ducas (r. 1071-1078), el hijo y coemperador de Miguel, Constantino Ducas, y finalmente Nicéforo III Botaniates (r. 7 de enero de 1078 - 1 de abril de 1081), que afirmaba descender de la familia Focas.
Bajo el gobierno de los Ducas, Bizancio estaba librando las Guerras bizantino-selyúcidas contra los turcos selyúcidas, perdiendo la mayoría de sus posesiones restantes en Asia Menor tras la catastrófica derrota en la  Batalla de Manzikert en 1071 y la siguiente guerra civil tras la muerte de Romano IV Diógenes.
Bizancio también tuvo en una pérdida sustancial de territorio en los Balcanes, ante los serbios Gran Principado de Serbia, además de perder su punto del Catepanato de Italia, ante el Ducado de Apulia y Calabria.
Aunque las Cruzadas dieron al imperio un respiro temporal durante el siglo XII, nunca se recuperó completamente y finalmente entró en su período de fragmentación y Decadencia terminal bajo la presión de los Ascenso del Imperio Otomano.
En 1077, Alejo Comneno, entonces general, se casó con Irene Ducaina, sobrina nieta de Constantino X.
Su matrimonio con un Doukaina le dio una ventaja respecto a su hermano mayor Isaac Comneno, y fue el apoyo financiero y político de Ducas lo que facilitó en gran medida el golpe exitoso que lo llevó al trono.

## Constantino X
Los Ducas del siglo XI proporcionaron varios generales y gobernadores. Parecen haber venido de Paflagonia, y eran extremadamente ricos, poseyendo extensas propiedades en Anatolia. La relación de este grupo con los Ducas de los siglos IX y X no está clara; los escritores contemporáneos Miguel Pselo y Nicolás Callicles afirman tal relación, pero Zonaras la cuestionó abiertamente.
Antes de convertirse en emperador, Constantino X se había casado con un miembro de la poderosa familia Dalaseno, y tomó como segunda esposa a Eudoxia Macrembolita, sobrina del Patriarca Miguel I Cerulario. Se hicieron más matrimonios interdínasticos con las familias de la aristocracia militar de Anatolia, incluidos los Paleólogos y los Pegonites.
En 1057, Constantino apoyó la usurpación de Isaac I Comneno, poniéndose gradualmente del lado de la burocracia de la corte.  A pesar de esta oposición, Constantino fue elegido como  sucesor del enfermo Isaac en noviembre de 1059, bajo la influencia de Miguel Pselo. Isaac abdicó, y el 24 de noviembre de 1059, Constantino X Ducas  fue coronado emperador.
El nuevo emperador rápidamente asoció a dos de sus hijos jóvenes en el poder, Miguel VII Ducas y Constancio Ducas,[cita requerida] nombró a su hermano Juan Ducas como Kaisar, y se embarcó en una política favorable a los intereses de la burocracia de la corte y la iglesia. Arruinandl gravemente el apoyo a las fuerzas armadas, Constantino X debilitó fatalmente las defensas bizantinas [cita requerida] al disolver la milicia local armenia de 50.000 hombres en un punto crucial de la historia, coincidiendo con el avance hacia el oeste de los turcos selyúcidas y sus aliados turcomanos. Deshaciendo muchas de las reformas necesarias de Isaac Comneno, infló la burocracia militar con funcionarios judiciales bien pagados y llenó el Senado con sus partidarios.
Constantino perdió la mayor parte del Catapanato de Italia ante los normandos bajo Roberto Guiscardo,[cita requerida] excepto un territorio alrededor de Bari, aunque bajo su reinado se produjo un resurgimiento del interés en retener Apulia, y nombró al menos a cuatro catapanes de Italia: Miriarca, Maruli, Sirianus, y Mábrica.  También sufrió invasiones de Alp Arslan en Asia Menor en 1064, resultando en la pérdida de armenia,  por los turcos Oghuz; mientras, en los Balcanes en 1065,Belgrado se perdió ante los húngaros.
Constantino, ya viejo y enfermo cuando llegó al poder, murió el 22 de mayo de 1067. Su último acto fue exigir que sólo sus hijos lo sucedieran, lo que obligó a su esposa Eudoxia Macrembolita a hacer un voto de no volver a casarse.

## Romano IV Diógenes

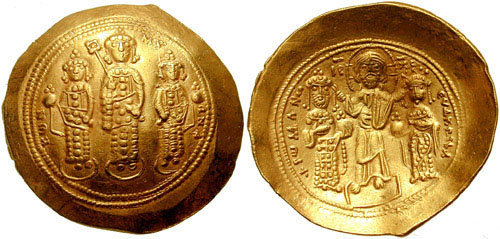
Gold histamenon de Romano IV: Miguel VII Ducas flanqueado por sus hermanos Andrónico y Constancio en el anverso, Romano IV y Eudoxia Makrembolitissa coronados por Cristl en el reverso

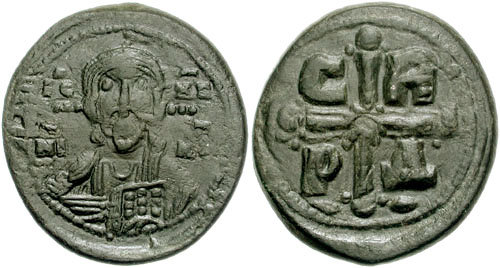
Follis de cobre de Romano IV. El anverso muestra a Cristo, mientras que el reverso muestra una cruz cuarteada con las letras ϹΒΡΔ para el lema Σταυρὲ σου βοήθει Ρωμανόν δεσπότην ("Tu cruz ayuda al Señor Romanos")

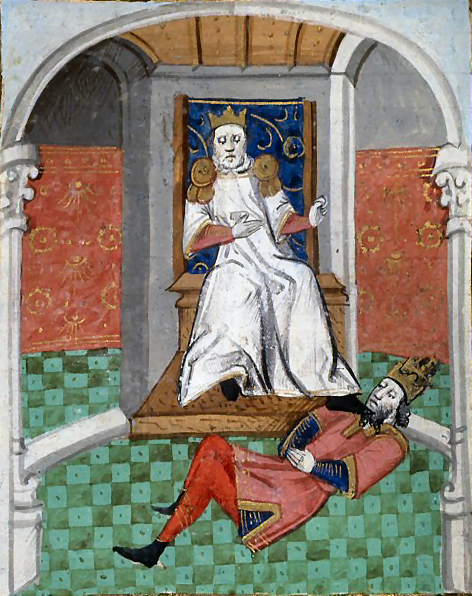
Alp Arslan humillando al emperador Romano IV. De una traducción francesa ilustrada del siglo XV de De casibus virorum illustrium de Boccaccio.

Romano Diógenes fue condenado por intentar usurpar el trono de los hijos de Constantino X Ducas en 1067, pero fue perdonafo por la regente Eudoxia Macrembolita, quien lo eligió como su marido y tutor de  sus hijos como emperador. La decisión de Eudoxia fue aprobada por el patriarca Juan VIII de Constantinopla, ya que debido a la amenaza selyúcida, el ejército necesitaba ser puesto bajo el mando de un general capaz y enérgico. El Senado estuvo de acuerdo, y el 1 de enero de 1068, Romano se casó con la emperatriz y fue coronado Emperador de los romanos.  Romano IV era ahora el mayor  emperador y guardián de sus hijastros y coemperadores menores, Miguel VII, Constancio Ducas y Andrónico Ducas.
Las primeras operaciones militares de Romano tuvieron lugar en 1068 y lograron cierto éxito, aunque la provincia bizantina de Siria se vio amenazada por los sarracenos de Alepo que se establecieron en Antioquía.   Los planes para la temporada de campaña de 1069 se vieron inicialmente sumidos en el caos por una rebelión de uno de los mercenarios normandos de Romanos, Roberto Crispin, cuyas tropas francas arrasaron el Tema armeniaco incluso después de que Cripsin fuera capturado y exiliado a Abido. Al mismo tiempo, la tierra alrededor de Cesarea fue nuevamente invadida por los turcos, lo que obligó a Romanos a gastar tiempo y energía preciosos en expulsar a los turcos de Capadocia.  Romanos logró pacificar la provincia y marchó hacia el Éufrates a través de Melitene, cruzando en Romanopolis, con la esperanza de retomar Akhlat en el Lago Van para proteger  la frontera armenia.  Los turcos estaban encerrados dentro de las montañas de Cilicia, pero lograron escapar a Alepo después de abandonar su botín. Romano regresó a Constantinopla sin la gran victoria que esperaba.
En 1070, Romano fue retenido en Constantinopla por cuestiones administrativas y no pudo ir él mismo a la campaña.  El general Manuel Comneno, sobrino del ex emperador Isaac Comneno, y hermano mayor del futuro emperador Alejo fue derrotado y hecho prisionero por un  General turco llamado Khroudj.  Manuel convenció a Khroudj de ir a Constantinopla y ver a Romanos en persona para concluir una alianza.  Esto desencadenó un ataque por parte del sultán selyúcida Alp Arslan, que logró capturar a Manzikert y Archesh.
Incluso mientras Romano negociaba con Alp Arslan sobre el regreso de Manzikert, marchó al frente de un gran ejército con la intención de recuperar la fortaleza.  Esto llevó al fatídico   Batalla de Manzikert del 26 de agosto de 1071. Romano decidió dividir su ejército, enviando una parte para atacar Akhlat, mientras continuaba avanzando hacia Manzikert con el cuerpo principal del ejército.  Logró recapturar Manzikert, pero se dio cuenta de que el ejército selyúcida se acercaba rápidamente.  Romano ordenó a las fuerzas que atacaban a Akhlat que se reunieran con él, pero inesperadamente se encontraron con otro gran ejército turco, lo que los obligó a retirarse a Mesopotamia.
Al enfrentarse a una fuerza superior, Romanos se vio aún más debilitado por la deserción de sus mercenarios al enemigo.  Arslan propuso un tratado de paz con términos favorables para Romano, pero el emperador lo rechazó, esperando una  victoria militar decisiva. La batalla duró todo el día sin que ninguno de los bandos obtuviera ninguna ventaja decisiva, pero como el emperador ordenó a una parte de su centro regresar al campamento, la orden fue malinterpretada y  se produjo una confusión, que fue aprovechada por Andrónico Ducas, quien comandaba las reservas y era hijo de Juan Ducas, para traicionar a Romano. Afirmando que el emperador estaba muerto, Andrónico se alejó de la batalla con unos 30.000 hombres que se suponía cubrirían la retirada del ejército.
Cuando Romano se dio cuenta de lo sucedido, trató de recuperar la situación resistiendo desafiantemente, luchando valientemente incluso después de que su caballo había sido muerto debajo de él, pero fue herido en la mano, lo que le impidió empuñar una espada, y  pronto fue hecho prisionero. Arslan liberó al emperador con un  costoso rescate de 1.500.000 nomisma, y se pagaron otros 360.000 nomisma.
Mientras tanto, la facción de oposición que conspiraba contra Romano IV decidió aprovechar la situación. Juan Ducas y Miguel Pselo obligaron a Eudoxia a retirarse a un monasterio y convencieron a Miguel VII para que declarara depuesto a Romano IV. Luego se negaron a cumplir el acuerdo hecho entre Arslan y el ex emperador. Cuando Romano regresó del cautiverio, libró una batalla contra la familia Ducas en Dokeia, pero fue derrotado. Se retiró a la fortaleza de Tiropoion, y de allí a Adana en Cilicia. Perseguido por Andrónico, finalmente el ejército de Adana lo obligó a rendirse al recibir garantías de su seguridad personal. Juan Ducas incumplió el acuerdo y envió hombres para cegar cruelmente a Romano el 29 de junio de 1072, antes de enviarlo al exilio a Prote en el Mar de Mármara. Sin asistencia médica, su herida se infectó y pronto soportó una muerte dolorosa y prolongada.[cita requerida]

## Miguel VII

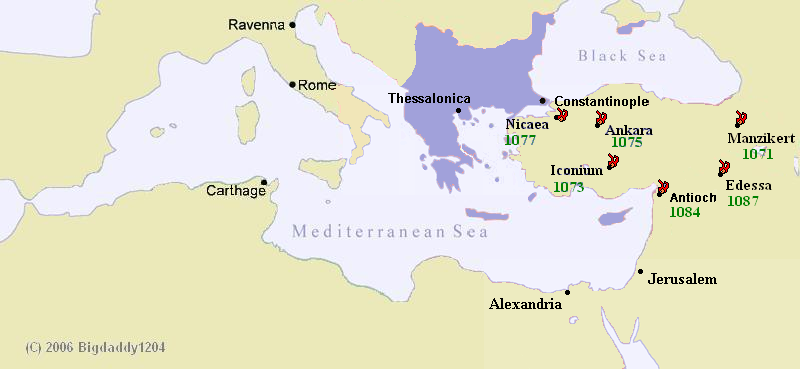
El imperio bizantino tras la Batalla de Manzikert

Cuando Romano IV fue derrotado y capturado, Miguel VII permaneció en un segundo plano, mientras que la iniciativa la tomaron su tío Juan Ducas y su tutor Miguel Psello. Conspiraron para evitar que Romano recuperara el poder después de su liberación, mientras que Miguel no sentía ninguna obligación de ejercer el acuerdo que Romano alcanzó con el sultán.[cita requerida] Después del envío de Eudoxia a un monasterio, Miguel VII fue coronado el 24 de octubre de 1071 como emperador.
Aunque todavía asesorado por Miguel Pselo y Juan Ducas, Miguel VII se volvió cada vez más dependiente de su ministro de finanzas, Nicéforitzes. Los principales intereses del emperador, influenciados por Pselo, eran las actividades académicas, y permitió a Nicéforitzes aumentar tanto los impuestos como el gasto en lujo sin financiar adecuadamente al ejército. Como emperador era incompetente, estaba rodeado de funcionarios aduladores de la corte y ciego ante el colapso del imperio a su alrededor.[cita requerida] El ejército mal pagado tendió a amotinarse y los bizantinos perdieron Bari, su última posesión en Italia, ante los normandos de Roberto Guiscardo en 1071. Simultáneamente, enfrentaron una grave revuelta en los Balcanes, donde enfrentaron una intento de restauración del estado búlgaro.  Aunque esta revuelta fue reprimida por el general Nicéforo Brienio, el Imperio Bizantino no pudo recuperar sus pérdidas en Asia Menor.

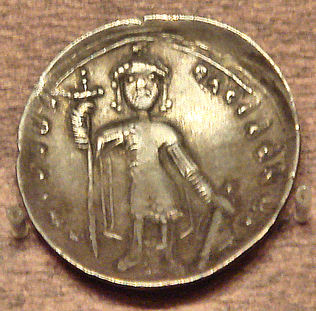
Miliaresion de Miguel VII Ducas.

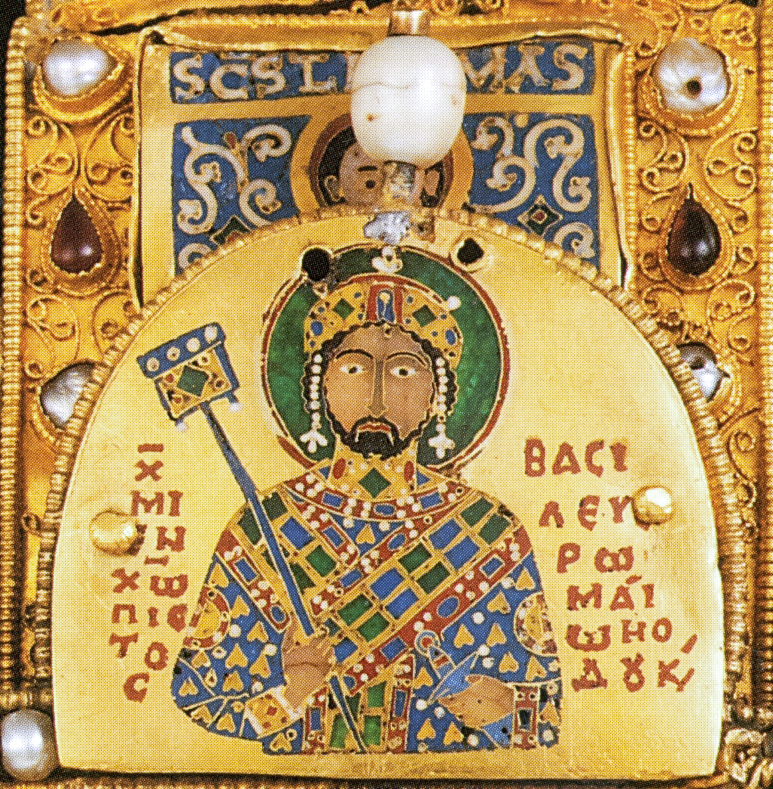
Representación of Miguel VII Ducas en el reverso de la Corona de san Esteban.

Después de Manzikert, el gobierno bizantino envió un nuevo ejército para contener al Imperio Selyúcida bajo el mando de Isaac Comneno,hermano del futuro emperador Alejo I Comneno, pero este ejército fue derrotado y su comandante capturado en 1073. El problema empeoró por la deserción de los mercenarios occidentales de los bizantinos, que se convirtieron en el objeto de la siguiente expedición militar a la zona, encabezada por Juan Ducas. Esta campaña también terminó en un fracaso, y su comandante también fue capturado por el enemigo. Los mercenarios victoriosos obligaron ahora a Juan Ducas a presentarse como pretendiente al trono. El gobierno de Miguel VII se vio obligado a reconocer las conquistas de los selyúcidas en Asia Menor en 1074 y a buscar su apoyo.[cita requerida] Un nuevo ejército al mando de Alejo Comneno, reforzado por tropas selyúcidas enviadas por Malik Shah I, finalmente derrotó a los mercenarios y capturó a Juan Ducas ese mismo año.
Estas desgracias provocaron un descontento generalizado, exacerbado por la devaluación de la moneda, que dio al emperador su apodo de Parapinakēs, "menos un cuarto".[cita requerida]

## No dinastíco: Nicéforo III
En 1078, dos generales, Nicéforo Brienio y Nicéforo Botaniates , se rebelaron simultáneamente en los Balcanes y Anatolia, respectivamente.  Botaniates obtuvo el apoyo de los turcos selyúcidas,[cita requerida]y llegó primero a Constantinopla.
Nicéforo Botaniates marchó sobre Nicea, donde se proclamó emperador. Ante la amenaza que representaba Nicéforo Brienio, su elección fue ratificada por la aristocracia y el clero, mientras Miguel VII abdicó del trono sin apenas lucha el 31 de marzo de 1078 y se retiró al monasterio de Studion.

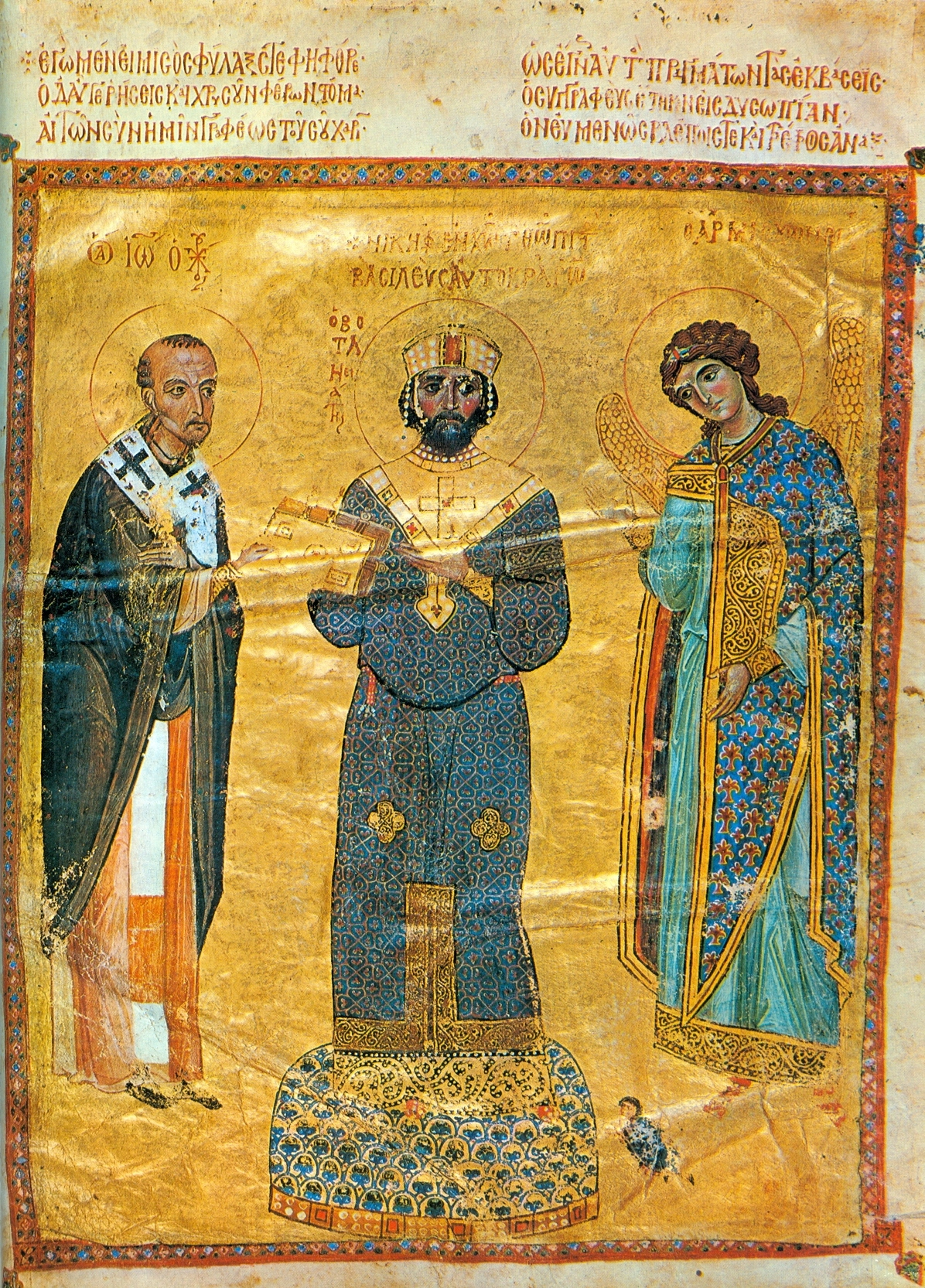
Ilustración de Nicéforo III realizada probablemente por un artista de la corte del emperador.

El 24 de marzo de 1078, Nicéforo III Botaneiates entró triunfante en Constantinopla y fue coronado por el patriarca Cosmas I de Constantinopla. Con la ayuda de su general Alejo Comneno, derrotó a Nicéforo Brienio y otros rivales en la Batalla de Calaure, pero no logró expulsar a los invasores turcos de Asia Menor.
Alejo se le ordenó marchar contra su cuñado Nicéforo Meliseno en Asia Menor, pero se negó a luchar contra su pariente.[cita requerida] Sin embargo, esto no condujo a una degradación, ya que Alejo era necesario para contrarrestar la esperada invasión de los normandos del sur de Italia, liderados por Roberto Guiscardo. La facción de Ducas en la corte se acercó a Alejo y lo convenció de unirse a una conspiración contra Nicéforo III. La madre de Alejo, Anna Dalasena, iba a desempeñar un papel destacado en este golpe de Estado de 1081, junto con la actual emperatriz, María de Alania. Para ayudar a la conspiración, María adoptó a Alexios como su hijo, aunque sólo era cinco años mayor que él. Alejo y Constantino, el hijo de María, eran ahora hermanos adoptivos, y tanto Isaac como Alejo juraron que salvaguardarían sus derechos como emperador.
Isaac y Alejo abandonaron Constantinopla a mediados de febrero de 1081 para formar un ejército contra Botaneiates. Después de sobornar a las tropas occidentales que custodiaban la ciudad, Isaac y Alejo Comneno entraron victoriosos en la capital el 1 de abril de 1081. Alejo fue coronado emperador, estableciendo la dinastía Comneno.

### Citas
1. ↑  Kazhdan, 1991, p. 651.
2. ↑  Krsmanović, 2003, Chapter 5.1.
3. ↑  Krsmanović, 2003, Chapter 5.4.
4. ↑  Kazhdan, 1991, p. 655.
5. ↑  Polemis, 1968, pp. 2, 16.
6. ↑  Krsmanović, 2003, Chapter 5.1.
7. ↑  Polemis, 1968, pp. 8–11.
8. 1 2 3  Kazhdan, 1991, p. 504.
9. ↑  Krsmanović, 2003, Chapter 5.2.
10. ↑  Norwich, 1993, p. 337.
11. ↑  Finlay, 1854, p. 15.
12. ↑  Norwich, 1993, p. 341.
13. ↑  Finlay, 1854, p. 17.
14. ↑  Norwich, 1993, p. 342.
15. ↑  Finlay, 1854, p. 27.
16. ↑  Finlay, 1854, p. 24.
17. ↑  Norwich, 1993, p. 343.
18. ↑  Norwich, 1993, p. 344.
19. ↑  Dumbarton Oaks, 1973, p. 785.
20. ↑  Finlay, 1854, p. 33.
21. ↑  Finlay, 1854, p. 35.
22. ↑  Finlay, 1854, p. 36.
23. ↑  Norwich, 1993, p. 346.
24. ↑  Norwich , 1993, p. 348.
25. ↑  Norwich, 1993, p. 349.
26. ↑  Norwich, 1993, p. 351.
27. ↑  Norwich, 1993, p. 352.
28. ↑  Norwich, 1993, p. 353.
29. ↑  Finlay, 1854, p. 42.
30. 1 2 3  Norwich, 1993, p. 355.
31. ↑  Polemis, 1968, p. 59.
32. ↑  Norwich, 1993, p. 356.
33. 1 2 3  Norwich, 1993, p. 359.
34. 1 2  Finlay, 1854, p. 52.
35. 1 2  Norwich, 1993, p. 360.
36. 1 2  Norwich, 1993, p. 361.
37. ↑  Kazhdan, 1991, p. 1366.
38. ↑  Norwich, 1996, p. 3.
39. 1 2  Finlay, 1854, p. 60.
40. ↑  Garland, 2007.
41. ↑  Norwich, 1995, p. 5.
42. ↑  Norwich, 1995, p. 6.
43. ↑  Finlay, 1854, p. 63.